# サッカー満洲国代表
サッカー満洲国代表（サッカーまんしゅうこくだいひょう）は、1932年から1945年までの間存在した、満洲国のサッカーナショナルチームである（満洲国の国技はサッカーだった）。

## 解説
1932年の建国の翌年には満洲国体育協会が正式に設立され、その傘下に満洲国蹴球協会も設置された。
当初満洲国体育連盟は1934年にフィリピンのマニラで開催される第10回極東選手権への参加を目指していた。サッカー代表も派遣を決定しており、関東軍蹴球倶楽部の選手を中心としたサッカー満洲国代表を選抜し、首都新京で強化合宿を行なっている。しかし、満洲国代表の参加を拒否する中国と推進する日本の対立は解消せず、結局参加は見送られた。なお、この日中の対立に因り極東選手権はこの大会が最後となっている。さらに満洲国の参加を実現できなかった大日本体育協会と満洲国体育連盟は対立を深め、1935年に満洲国皇帝溥儀が日本を訪問するまで絶縁状態となった。未だ満洲国は日本以外の国際社会に認められない状況だったため、サッカー代表も試合を行うことはなかった。
初の対外試合となったのは1939年に大日本帝国・満洲国・中華民国（中華民国臨時政府 (北京)）が参加して満洲国首都・新京で開催された日満華交歓競技大会であり、満洲国代表は日本代表と対戦し0-6で敗れている。その後、1940年の紀元二千六百年奉祝東亜競技大会（参加国:満洲国、大日本帝国、中華民国（汪兆銘政権）、フィリピン）、1942年の満洲国建国十周年慶祝東亜競技大会（参加国:満洲国、大日本帝国、中華民国（汪兆銘政権）、蒙古）に参加したが、FIFAには最後まで加盟することはできなかった。
1945年の満洲国崩壊により、チームも自然消滅した。

## FIFAワールドカップ
- 歴代記録
  - 1934年 - 不参加
  - 1938年 - 不参加

## 公式戦績
| 満洲国チーム | スコア | 対戦相手   | 場地                         | 日期          | 賽事                             |
| ------------ | ------ | ---------- | ---------------------------- | ------------- | -------------------------------- |
| 満洲国       | 0 – 6  | 日本       | 満洲国 新京                  | 1939年9月3日  | 日満華交歓競技大会               |
| 満洲国       | 不詳   | 中華民国   | 満洲国 新京                  | 1939年9月?日  | 日満華交歓競技大会               |
| 満洲国       | 0 – 7  | 日本       | 日本 東京 明治神宮外苑競技場 | 1940年6月7日  | 紀元二千六百年奉祝東亜競技大会   |
| 満洲国       | 1 – 1  | フィリピン | 日本 西宮市 甲子園球場       | 1940年6月16日 | 紀元二千六百年奉祝東亜競技大会   |
| 満洲国       | 1 – 0  | 中華民国   | 日本 大阪                    | 1940年6月?日  | 紀元二千六百年奉祝東亜競技大会   |
| 満洲国       | 不詳   | 蒙疆       | 満洲国 新京                  | 1942年8月8日  | 満洲国建国十周年慶祝東亜競技大会 |
| 満洲国       | 1 – 3  | 日本       | 満洲国 新京                  | 1942年8月9日  | 満洲国建国十周年慶祝東亜競技大会 |
| 満洲国       | 不詳   | 中華民国   | 満洲国 新京                  | 1942年8月10日 | 満洲国建国十周年慶祝東亜競技大会 |

## 外部サイト
- 満州国の国技は“蹴球”－読売新聞記事より （日本語）
- Manchuria national football team （英語）
- Japan International Matches （英語）
- 2600th Anniversary of the Japanese Empire 1940 (Tokyo) （英語）